# 14100 Weierstrass
14100 Weierstrass este un asteroid din centura principală de asteroizi.

## Descriere
14100 Weierstrass este un asteroid din centura principală de asteroizi. A fost descoperit pe 8 septembrie 1997 la Prescott (Arizona) de Paul G. Comba. Asteroidul prezintă o orbită caracterizată de o semiaxă mare de 3,13 ua, o excentricitate de 0,10 și o înclinație de 0,6° în raport cu ecliptica.